# Cazorla (Espagne)
Pour les articles homonymes, voir Cazorla.
Cazorla est une commune située dans la province de Jaén de la communauté autonome d'Andalousie en Espagne. Elle se trouve dans le Parc naturel des sierras de Cazorla, Segura et Las Villas, classé Réserve de biosphère par l'UNESCO depuis 1983.
Un fleuve et deux rivières passent sur son territoire: le Guadalquivir, le Guadalentin et le Cerezuelo.

## Géographie
Cazorla est la commune la plus étendue de la Sierra de Cazorla. La ville est située sur le flanc ouest de la sierra, dans la vallée de la rivière Cerezuelo, dans une zone escarpée.

## Histoire
C'est vers 2000 avant J.C. que se sont établies les premières populations stables sur ce territoire. On y a trouvé les restes d'un village de l'âge du bronze (1500 avant J.C.<). La culture ibère s'y est ensuite développée de manière importante.
Les romains s'installèrent ensuite dans cette région, comme l'attestent des restes trouvés alentour et à l'intérieur même du centre de l'actuelle Cazorla.
Pendant la période musulmane, Cazorla et les localités voisines seront fortifiées, et des restes archéologiques en témoignent. Pendant le Moyen-Âge, le Domaine seigneurial de Cazorla fut une frontière importante. Il en reste de nombreuses ruines de châteaux et fortifications.
Cazorla dépendra ensuite de l'archidiocèse de Tolède jusqu'en 1954.
Lors de la Guerre d'Indépendance contre les troupes napoléoniennes, les habitants de la commune se distinguèrent par leur bravoure dans leur lutte contre l'envahisseur. L'église de Santa Maria, dont les ruines sont toujours visibles, fut détruite lors de ces affrontements. En récompense de cet héroïsme, les Cortes de Cadix accordèrent à la ville le titre de Cité, avec la distinction de "Muy Noble y muy Leal" (Très noble et très loyale).

## Administration
| Période                                  | Période | Identité | Étiquette | Qualité |
| ---------------------------------------- | ------- | -------- | --------- | ------- |
| N/A                                      | N/A     | N/A      | N/A       | Maire   |
| Les données manquantes sont à compléter. |         |          |           |         |

## Patrimoine
Cazorla, point d'entrée dans le massif de la Sierra de Cazorla, possède quelques sites d'intérêt patrimonial, dont :
- Le château de la Yedra[3]. Il est d'origine romaine et des constructions arabes et chrétiennes s'y sont superposées du XIIIe au XVe siècle, avec une architecture d'influence mudéjar. En bon état de conservation, le château abrite le Musée des Arts et Coutumes Populaires du Haut Guadalquivir.
- Le Château des Cinq Coins, sur le mont de Salvatierra, qui est de plan pentagonal[3].
- Les ruines de l'église Sainte-Marie[3]. Elle est de style Renaissance, du XVIe siècle.
- En altitude, l'ermitage de la Virgen de la Cabeza.

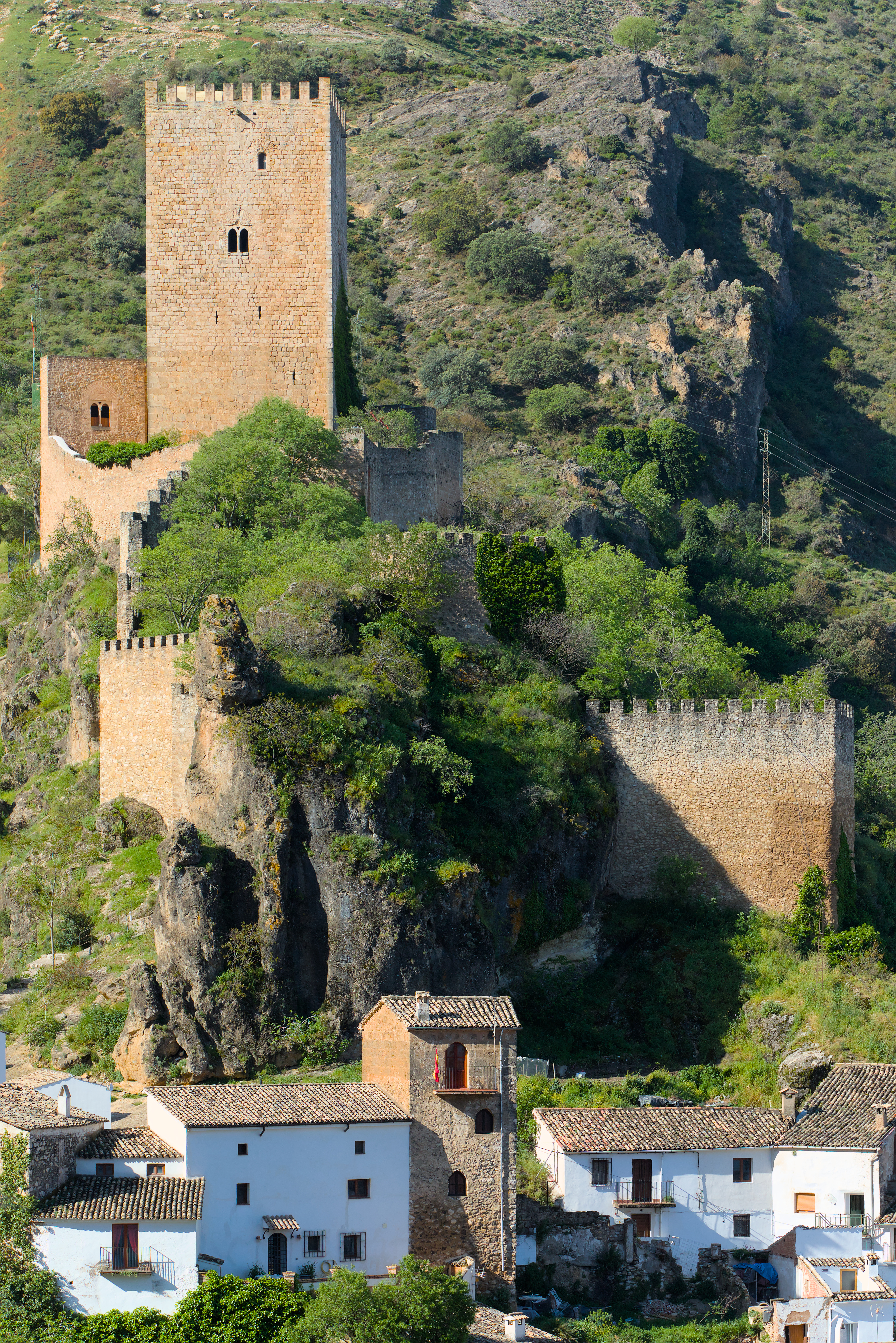
Le château de la Yedra vu depuis la ville.
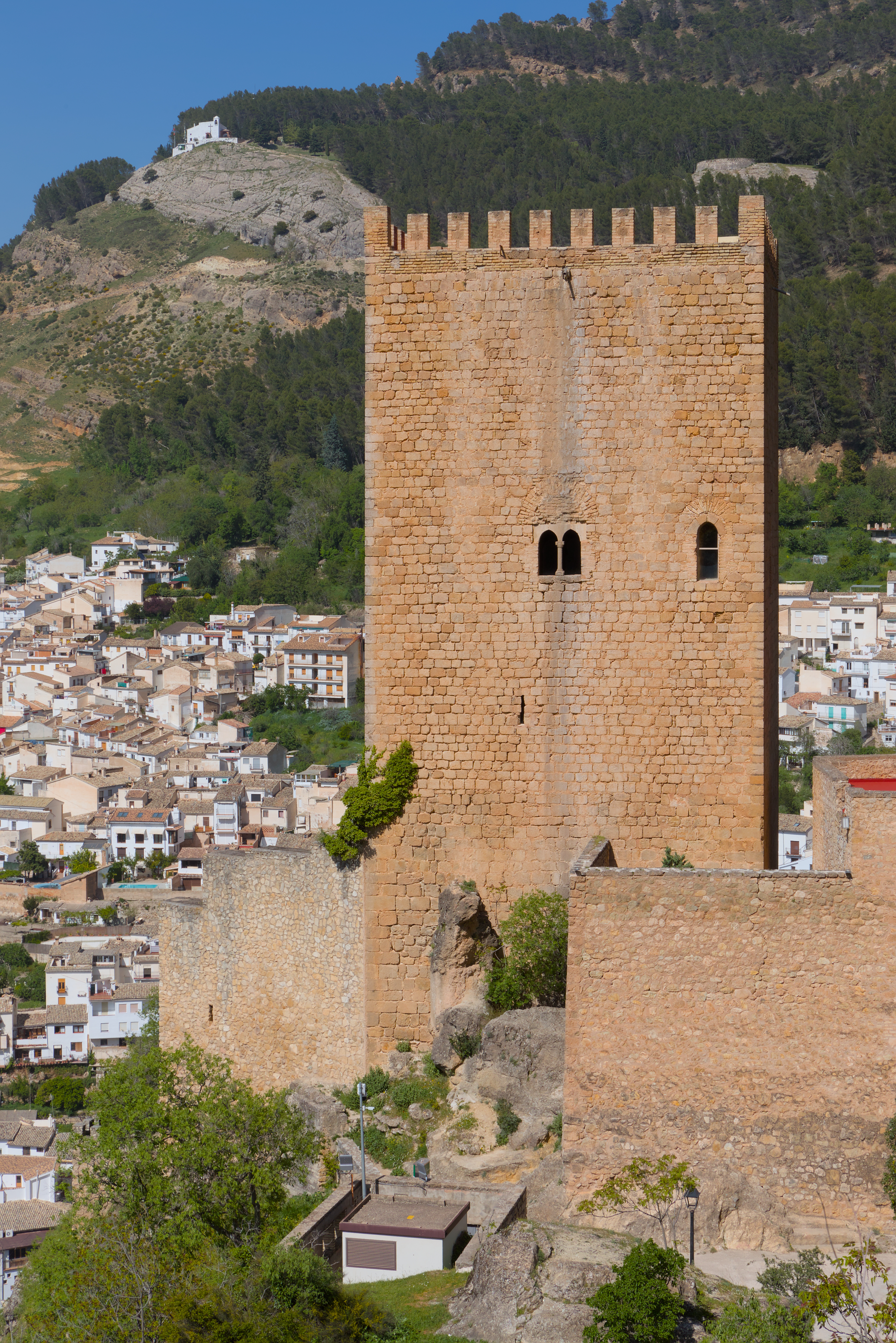
Le château de la Yedra et la ville à l'arrière-plan.
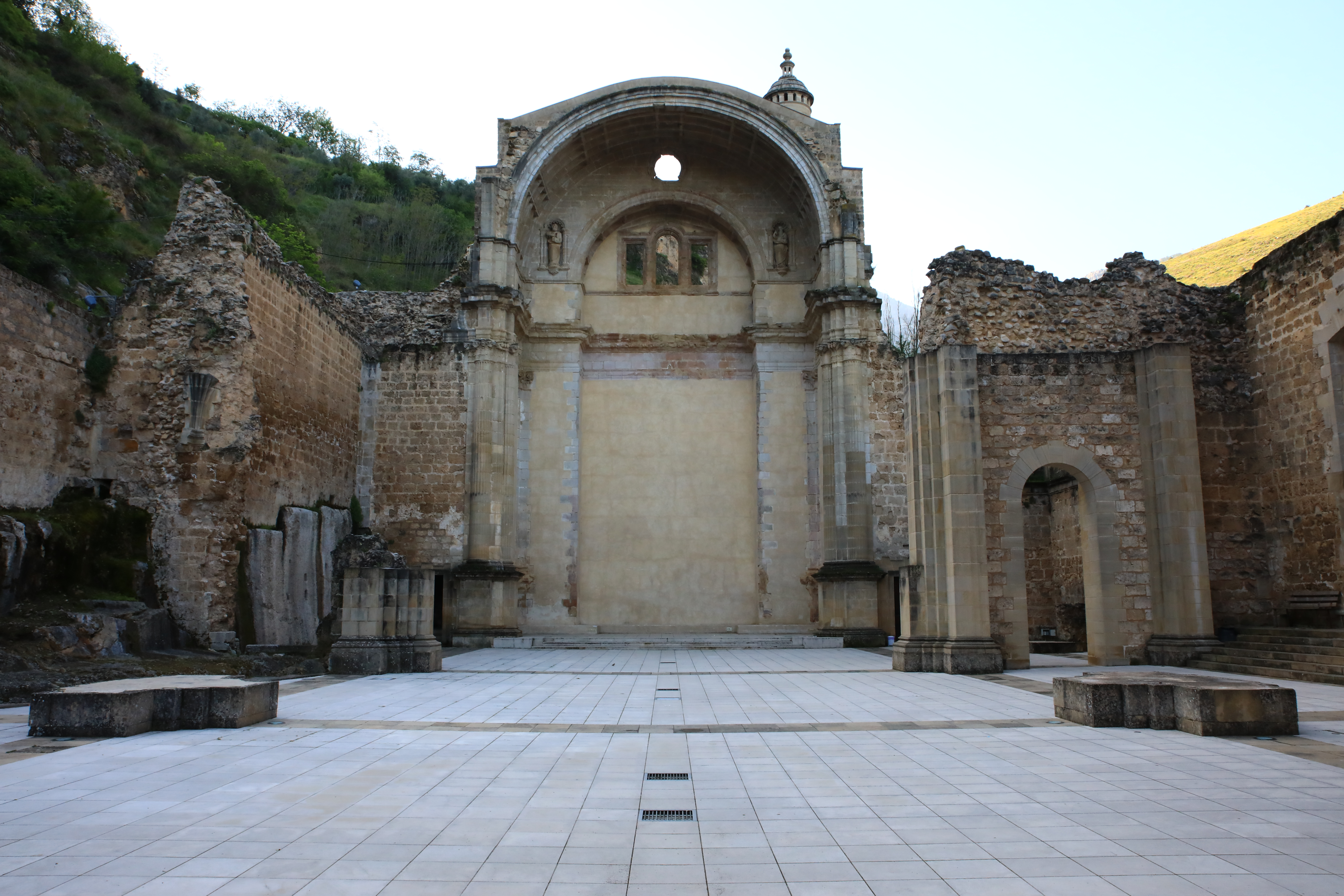
Ruines de l'église Sainte-Marie
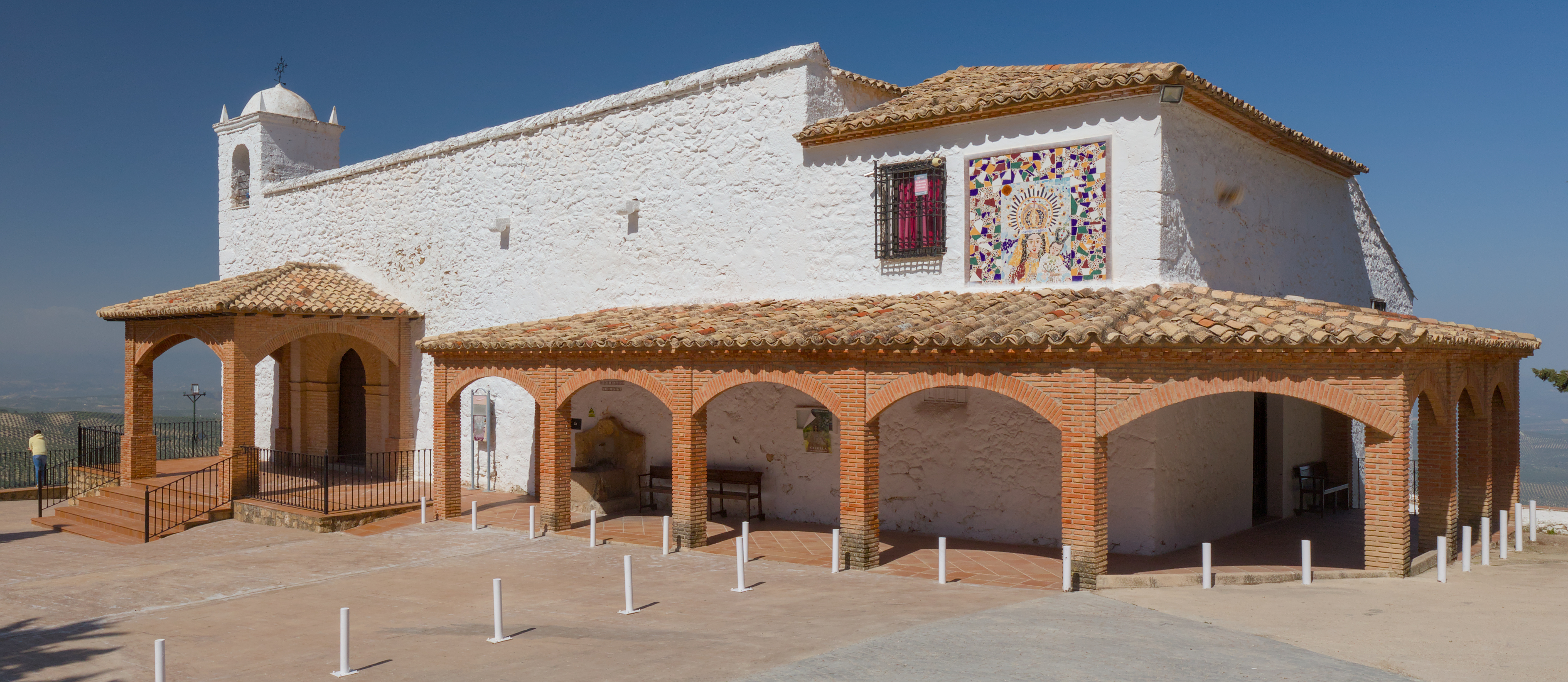
L'ermitage de la Virgen de la Cabeza

## Culture
Depuis 1994 Cazorla abrite le Festival Internacional de Blues Bluescazorla, qui se tient début juillet,.
Le Festival Internacional de Teatro de Cazorla, créé en 1996 par Carlos Cuadros, présente chaque automne des compagnies et oeuvres de théâtre.